# Heimdall
În mitologia nordică,  'Heimdallr'  (norvegiana veche sau limba nordică veche: ˈhɛimˌdɑlːz̠ ) este un zeu Æsir care veghează asupra invadatorilor și așteaptă debutul Ragnarökului din locuința sa cunoscutǎ drept Himinbjörg, unde podul curcubeu Bifröst strǎbate cerul. Posedă cunoștințe mari, abilitatea de a prezice viitorul și înțelepciune, având o vedere bună cu care poate vedea de la distanță și un auz excelent. Heimdallr este descris ca „zeul strălucitor” având pielea cea mai albă.
Heimdallr posedă cornul Gjallarhorn și calul cu coamă de aur Gulltoppr, precum și un depozit de butoaie cu mied la locuința sa. El este fiul celor Nouă Mame și se spune că este inițiatorul clasei sociale în rândul umanității. O poveste notabilă din mitologia nordică care îl include pe acesta este recuperarea colierului prețios a lui Freya după ce s-a luptat cu Loki metamorfozat într-o focă. Relația antagonică dintre Heimdallr și Loki este remarcabilă deoarece este predestinat să se omoare reciproc în timpul evenimentelor ce se vor petrece la Ragnarök. Heimdallr este, de asemenea, cunoscut sub numele de „Rig”, „Hallinskiði”, „Gullintanni” și „Vindlér” sau „Vindhlér”.
Heimdallr este atestat în  Edda poetică , compilată în secolul al XIII-lea din surse tradiționale; în Proza Edda și Heimskringla, ambele redactate în secolul al XIII-lea; în poezia unui skald (i.e., bard sau povestitor); și pe o inscripție runică găsită în Anglia. Datorită naturii enigmatice a acestor atestări, savanții au produs diverse teorii despre natura zeului, inclusiv relația sa cu oile, granițele și valurile.